# Апостольская Датария
Апостольская Датария (лат. Datāria Apostolica) — дикастерия (появилась приблизительно в 1420 году, в понтификат папы римского Мартина V, а возможно и раньше) Римской курии, из которого посылаются всякие папские бреве и милости помимо консистории. Ведению Апостольского датария подлежали дела по небольшим бенефициям, разрешению брачных уз, обетов и т. п.
Во главе Апостольской Датарии стоял кардинал-продатарий; за ним следует датарий, управляющий Датарией и несколько суб-датариев. До куриальной реформы 1908 года папы римского Пия X, во главе Апостольской Датарии стоял кардинал-продатарий, Пий X восстановил должность Датария.
Упразднена 15 августа 1967 года в результате куриальных реформ папы римского Павла VI.

## Этимология
Название Датария произошло от писавшихся в конце папского решения слов: «Datum Romae, apud S. Petrum».

## Главы Апостольской Датарии
Во главе Апостольской Датарии стоял Датарий — председатель датарии, то есть канцелярии римской курии для решения дел о милостях (диспенсациях). Датария имела значение только подготовительной инстанции, решения её подлежали санкции со стороны папы. Нередко председатель датарии носил имя протодатарий, а его помощник — субдатарий.

## Апостольские Датарии
- Джованни Баттиста Меллини (31 марта 1466 — 1471);
- Джованни Баттиста Чибо (26 июля 1471 — 7 мая 1473);
- Ардичино делла Порта младший (7 мая 1473 — август 1484);

...
- Маттео Контарелли
- Ипполито Альдобрандини (15 мая 1585 — 30 января 1592);
- Джованни Евангелиста Паллотта (про-датарий);
- Лючио Сасси

- Франческо Сакрати (12 февраля 1621 — 6 сентября 1623);
- Джакомо Кавальери (15 сентября 1623 — 28 января 1629);

...
- Доменико Чеккини (15 сентября 1644 — 1 мая 1656 — про-датарий);
- Джакомо Корради (10 апреля 1655 — 17 января 1666);
- Пьетро Вито Оттобони (17 января 1666 — 17 января 1669);
- Гаспаре Карпенья (29 апреля 1670 — 25 сентября 1676);
- Стефано Агостини (28 сентября 1676 — 21 марта 1683);
- Бандино Панчатики (7 октября 1689 — 4 декабря 1700);
- Джузеппе Сакрипанте (4 декабря 1700 — 12 мая 1721);
- Пьер Марчеллино Коррадини — (12 мая 1721 — 12 июля 1730);
- Антонио Саверио Джентили — (17 мая 1731 — 24 августа 1740);
- Помпео Альдрованди — (24 августа 1740 — 3 октября 1743);
- Джованни Джакомо Милло — (3 октября 1743 — 16 ноября 1757);
- Карло Альберто Гвидобоно Кавалькини — (15 июля 1758 — 7 марта 1774);
- Винченцо Мальвецци Бонфьоли — (14 июня 1774 — 3 декабря 1775);
- Андреа Негрони — (3 марта 1775 — 17 января 1789);
- Филиппо Кампанелли — (3 апреля 1789 — 18 февраля 1795);
- Аурелио Роверелла — (25 февраля 1795 — 6 сентября 1812);
- Ромоальдо Браски-Онести — (30 октября 1800 — 10 ноября 1801);
  - вакантно (1812—1814);
- Алессандро Маттеи — (14 июня 1814 — 20 апреля 1820);
- Антонио Дориа Памфили — (16 марта 1818 — 29 марта 1819);
- Фабрицио Диониджи Руффо — (29 марта 1819 — 21 февраля 1820);
- Джулио Габриэлли младший — (12 мая 1820 — 26 сентября 1822);
- Антонио Габриэле Североли — (26 сентября 1822 — 8 сентября 1824);
- Бартоломео Пакка — (18 ноября 1824 — 19 апреля 1844);
- Уго Спинола — (19 апреля 1844 — 21 января 1858);
- Марио Маттей — (1858—1870);
- Луиджи Ванничелли Казони — (1870—1877);
- Карло Саккони — (1877—1889);
- Анджело Бьянки — (1889—1897);
- Гаэтано Алоизи Мазелла — (1897—1902);
- Анджело Ди Пьетро — (1902—1908);

(титул изменён на датария в 1908 году).
Датарии:
- Анджело Ди Пьетро — (1908—1914);
- Винченцо Ваннутелли — (1914—1930);
- Раффаэле Скапинелли ди Легуиньо — (1930—1933);
- Луиджи Капотости — продатарий (1931—1933); датарий (1933—1938);
- Федерико Тедескини — (1938—1959);
- Паоло Джоббе — (1959—1967).